# Антце, Оскар
Оскар Ханс Антце (нем. Oskar Hans Antze, 24 октября 1878, Кельн — 23 апреля 1962, Бремен) — немецкий шахматист, мастер. Победитель ряда немецких турниров, участник нескольких международных соревнований. Бронзовый призер конгресса Германского шахматного союза (данные соревнования в то время выполняли функцию чемпионата Германии). В 1927 г. свел вничью короткий матч с гроссмейстером Е. Д. Боголюбовым.

## Биография
Родился в семье врача. Получил медицинское образование. Учился в Марбургском, Кильском университетах и в Университете Гумбольдта в Берлине. Получил ученую степень доктора медицины. С 1900 г. имел частный кабинет в Бремене. Занимался врачебной практикой до конца жизни.

## Спортивные результаты
| Год  | Город         | Соревнование                               | + | − | = | Результат | Место |
| ---- | ------------- | ------------------------------------------ | - | - | - | --------- | ----- |
| 1900 | Киль          | Турнир немецких шахматистов                |   |   |   |           | 1—2   |
| 1905 | Гамбург       | Турнир немецких шахматистов                |   |   |   |           | 4     |
| 1906 | Бремен        | Турнир немецких шахматистов                |   |   |   |           | 4     |
| 1913 | Лейпциг       | Турнир немецких шахматистов                |   |   |   |           | 1     |
| 1922 | Бад-Эйнхаузен | 22-й конгресс Германского шахматного союза | 3 | 1 | 7 | 6½ из 11  | 3—5   |
| 1926 | Ганновер      | Международный турнир                       | 2 | 4 | 1 | 2½ из 7   | 6     |
| 1927 | Бремен        | Матч с Е. Д. Боголюбовым                   |   |   |   | 1 : 1     |       |
| 1929 | Дуйсбург      | 26-й конгресс Германского шахматного союза | 4 | 3 | 6 | 7 из 13   | 8—9   |
| 1931 | Бремен        | Чемпионат Бременского шахматного клуба     |   |   |   |           |       |
| 1933 | Бремен        | Турнир немецких мастеров                   |   |   |   |           | 4     |
| 1934 | Аахен         | Чемпионат Германии                         |   |   |   |           | 8     |